# 钱红
钱红（1971年1月30日—），河北保定人，中国前女子游泳运动员。中国泳坛1990年代“五朵金花”辉煌时代成员之一。职业生涯共获得了30个全国冠军、51个世界冠军。被誉为“水蝴蝶”。

## 生涯
钱红9岁开始练习游泳。1988年汉城奥运会，初出茅庐的钱红勇夺一枚铜牌。1991年，钱红在澳大利亚珀斯举行的第六届世界游泳锦标赛中夺得100米蝶泳冠军，并打破世界纪录。1992年巴塞罗那奥运会，钱红于女子100米蝶泳决赛中，冒着窒息的危险，采用五次划水换一次气的方式进行最后冲刺，成功超越对手夺得第一名而获得金牌。
钱红于1993年退役，其后定居于北京。钱红现为商界女强人，创办了一家游泳俱乐部，代理一家国际著名泳装品牌。